# Александровка (Задонский район)
Александровка — упразднённая деревня в Задонском районе Липецкой области России. На момент упразднения входила в состав Хмелинецкого сельсовета. Исключена из учётных данных в 2001 г.

## География
Располагалась на правом берегу реки Чичора, у балки Яблоневый овраг, на расстоянии примерно (по прямой) в 0,5 км к юго-западу от села Липовка.

## История
Село упразднено постановлением главы администрации Липецкой области от 09 июля 2001 года № 110.